# Thecla nana
Thecla nana är en fjärilsart som beskrevs av Felder 1865. Thecla nana ingår i släktet Thecla och familjen juvelvingar. Inga underarter finns listade i Catalogue of Life.